# Ян Мудра
Ян Мудра (чеськ. Jan Mudra, 22 січня 1990, Пльзень) — чеський футболіст, лівий захисник та півзахисник.

## Клубна кар'єра
Вихованець «Вікторії» (Пльзень). Він приєднався до клубу у віці десяти років з команди «Тлучна». До основної команди «Вікторії» потрапив перед весняною частиною сезону 2007/08, втім не зіграв у жодному матчі чемпіонату, виступаючи лише за резерв.
У січні 2012 року перейшов на правах оренди до клубу «Зноймо». Він приєднався до команди в зимове трансферне вікно сезону 2012/13, а навесні 2013 року з командою відсвяткував підвищення у вищий дивізіон. Наступного року він не забив, але провів усі 30 матчів чемпіонату за клуб, у яких не пропустив жодної хвилини на полі. Через рік команда знову вилетіла до другої ліги. За всю кар'єру в складі «Зноймо» він провів 60 матчів у першій і другій лізі, в яких забив два голи.
Влітку 2014 року перейшов у «Слован» з Ліберця, з яким підписав дворічний контракт із можливістю продовження. У складі «Слована» з Ліберця в сезоні 2014/15 він боровся за виживання в першому дивізіон, а також виграв Кубок Чехії. Він зіграв 23 рази в першому матчі за «Слован», але не забив жодного гола. Перед весняною частиною сезону 2015/16 відправився в піврічну оренду до клубу «Пржибрам» і зіграв до завершення сезону усі 14 матчів чемпіонату.
Влітку 2016 року він перейшов до новачка вищого дивізіону «Градець-Кралове», з яким підписав дворічний контракт. Дебютував за новий клуб 31 липня 2016 року в матчі першого туру чемпіонату на стадіоні «Долічек» проти «Богеміанса 1905» (3:0), відігравши весь матч. 20 вересня 2016 року забив єдиний і тому переможний гол на 2-й хвилині матчу 3-го раунду Кубка Чехії проти друголігового клубу «Сельє і Белло Влашим». Завдяки голу Мудра «Градець-Кралове» вийшов у чвертьфінал.
У сезоні 2018/19 знову грав за «Зноймо», після чого грав за кордоном у нижчоліговому польському клубі «Хойнічанка» та німецького «Нойкірхена».
2023 року повернувся до Чехії й грав за аматорські клуби «Петрін» (Пльзень) та «Тлучна».

## Виступи у збірній
У 2007—2009 роках виступав за юнацькі збірні Чехії до 18 та 19 років.

## Титули і досягнення
- Володар Кубка Чехії (1):

«Слован»: 2014/15